# مذبحة القلعة
مذبحة القلعة، أو مذبحة المماليك هي حادثة تاريخيَّة وقعت في ولاية مصر العثمانية دبرها محمد علي باشا للتخلص من أعدائه المماليك يوم الجمعة 5 صفر سنة 1226 هـ الموافق 1 مارس لعام 1811م. حيث جهز حفلًا ضخمًا بمناسبة تولي ابنه أحمد طوسون باشا قيادة الجيش الخارج إلى الحجاز للقضاء على حركة محمد بن عبد الوهاب في نجد، ودعا رجال الدولة وأعيانها وكبار الموظفين العسكريين والمدنيين وزعماء المماليك لشهود هذا الحفل. فلبَّى 470 مملوكًا الدعوة، وحضروا إلى القلعة في أزهى الملابس والزينة.
وعند تقليد الأمير طوسون خلعة القيادة، سار الجميع خلف الموكب للاحتفال، واستُدرِجَ المماليك إلى باب العزب، وفتح الجنود عليهم وابل الرصاص، وساد الهرج والمرج، وحاول المماليك الفرار، لكن قُتِل أغلبهم بالرصاص، حتى امتلأ فناء القلعة بالجثث، ومن نجا منهم من الرصاص، ذُبِحَ على أيدي الجنود. ولم ينج منهم سوى مملوك واحد يدعى «أمين بك» تمكن من الهرب إلى الشام. وبعدما ذاع الخبر؛ انتشرت الفوضى في البلاد لمدة ثلاثة أيام، قُتل خلالها نحو ألف من المماليك ونُهب خمسمائة بيت، ولم يتوقف السلب والنهب إلا بعد أن نزل محمد علي إلى شوارع المدينة، وتمكن من السيطرة على جنوده وأعاد الانضباط.
انقسمت الآراء حول مذبحة القلعة، فمنهم من رأى أنها حادثة غدر أساءت لسمعة محمد علي، ووصمة عار في تاريخ مصر، ومنهم من وصفها بحادثة أدخلت الرعب في قلوب المصريين لعقود. ومنهم من رأى أنها كانت خيرًا لمصر، وخلّصت مصر من شر المماليك، ومنهم من رأى أن محمد علي كان مضطرًا لذلك للدفاع عن نفسه وحكمه من المماليك الذين كانوا لا ينفكون للسعي إلى السلطة.

## خلفية تاريخية

### تاريخ المماليك في مصر

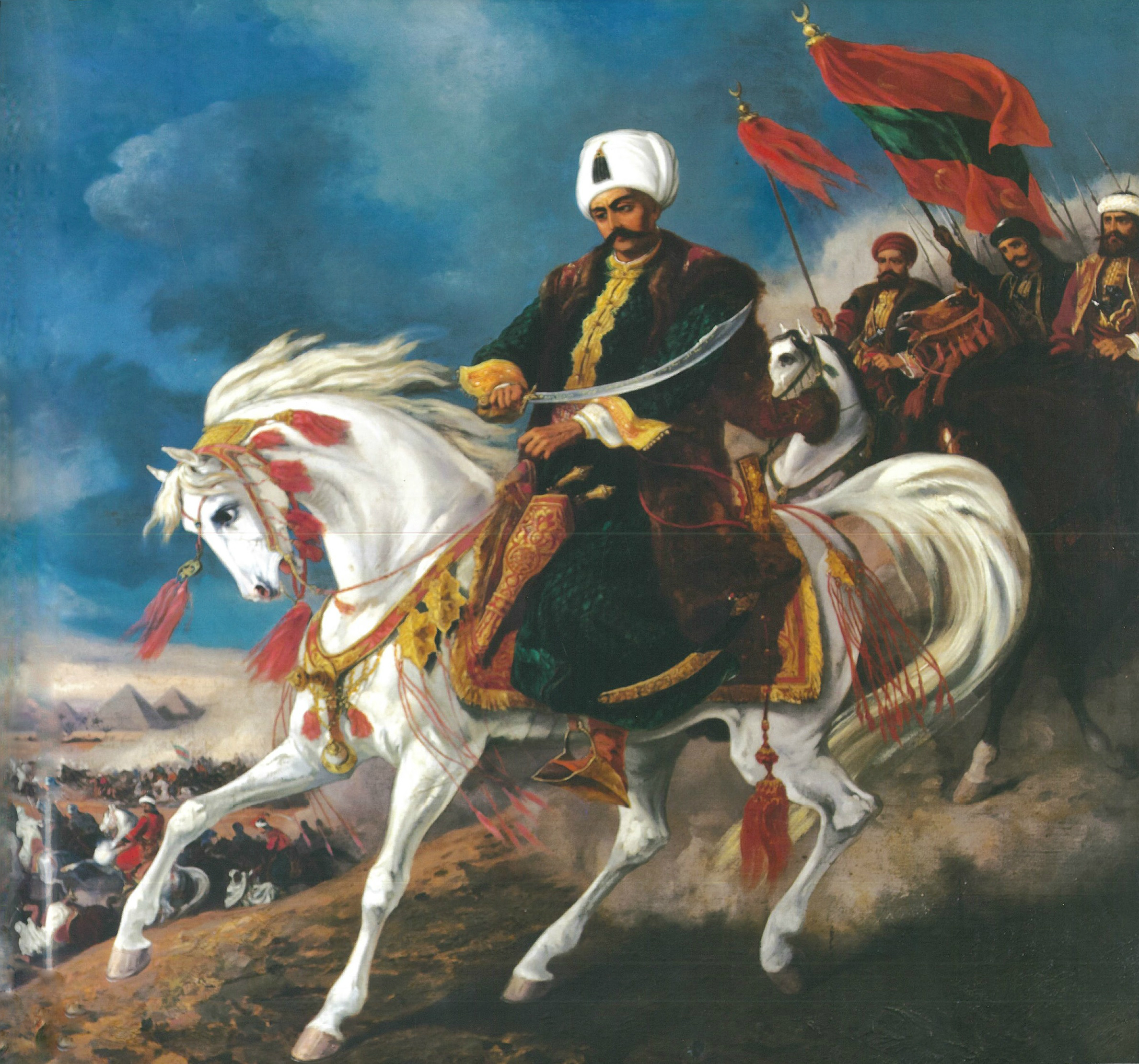
لوحة تمثل مسير السلطان سليم الأول إلى مصر في سبيل ضمها إلى الممالك العثمانية بعد أن شاخت الدولة المملوكية.

المماليك هم رقيق محاربون، استقدمهم الخلفاء العباسيون الأوائل من تركستان والقوقاز وغيرها وجعلوهم حراسًا لهم وقادةً لجيوش المسلمين، واهتم الأيوبيون اهتمامًا كبيرًا بالمماليك وبنوا منهم جيشًا قويًا، وفي عهد نجم الدين أيوب بن محمد اتخذ لهم جزيرة الروضة في نهر النيل لِتكون مقرًّا له، فانتقل إليها مع حاشيته ومماليكه الذين بنى لهم قلعة خاصة أسكنهم بها، فعُرفوا منذ ذلك الحين بِـ«المماليك البحرية الصالحية». وبعد وفاة الصالح أيوب، آل الأمر إلى المماليك، وهيمنوا على مقاليد الحكم، وتزوجت شجر الدر أرملة الصالح أيوب بالأتابك عز الدين أيبك، فتولى أيبك عرش السلطنة المملوكية.
وبعد سقوط بغداد عاصمة الدولة العباسية والخلافة الإسلامية في يد المغول بقيادة هولاكو خان، ومقتل آخر خُلفاء بني العباس عبد الله المستعصم بالله. فقد سار المغول لغزو الشام وهددوا مصر بمصيرٍ مشابه لمصير بغداد، فأرسل سلطان المماليك سيف الدين قطز جيشًا لصد التقدم المغولي، وهزم المسلمون المغول في معركة عين جالوت سنة 1260م، وردُّوهم على أعقابهم. ومنذ سنة 1250 تعاقب المماليك على الحكم، وحكموا مصر والشام والحجاز، حتى قرر سليم الأول ضم دولة المماليك إلى الدولة العثمانية، والتقى الجيشان العثماني والمملوكي عند مرج دابق شماليّ حلب، حيثُ دارت بينهما معركة هائلة في 25 رجب 922 هـ المُوافق فيه 8 أغسطس 1516م، أفضت إلى هزيمة المماليك، وانتصار العثمانيين، ومقتل السلطان قنصوة الغوري، وعمَت الفوضى في صفوف المماليك، فالتحق قسم من المماليك بالعثمانيين في حين لاذ الباقون بِالفرار إلى مصر. وشُنق طومان باي على باب زويلة.
ظل نفوذ المماليك في مصر حتى بعدما أصبحت تابعة للدولة العثمانية، ويُسمى هذا العصر بعصر البكوات المماليك، فقد كان المماليك الذين بايعوا العثمانيين هم الطبقة الحاكمة في البلاد، كما عفى سليم الأول عن المماليك الهاربين بعد أن قدموا كل ما يبرهن على ولائهم له، وكان شيخ البلد المملوكي بمثابة الوالي في مصر، وفي أوائل القرن الثامن عشر الميلادي استطاع شيخ البلد المملوكي علي بك الكبير أن يطرد الوالي العثماني في البلاد، ويعلن استقلاله، حتى أنه خرج إلى الشام وضمها إليه، واعترف به شريف مكة وأعطاه لقب سلطان، ولكن سرعان ما قُتِل وزال حكمه وعادت البلاد تحت الولاية العثمانية.

### الأحداث المُمهِّدة للمذبحة

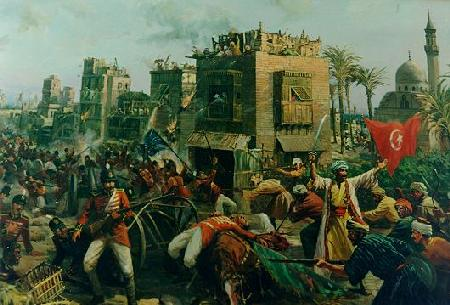
حملة فريزر سنة 1807.

بعد أن أصبح محمد علي باشا واليًا على مصر في 9 يوليو 1805م، علم أن هناك اتصالات سرية بين بعض أمراء المماليك وخورشيد باشا ضده، فجهز حملة في 18 يوليو 1805م من ثلاثة آلاف جندي لمنازلة علي باشا قائد قوة المماليك التي تؤيد خورشيد باشا. ولم يلبث محمد علي حتى خرج ألف من المماليك لمدينة القاهرة في محاولة للاستيلاء على الحكم، بزعامة محمد بك الألفي الذي بدا أنه كان مدعومًا من الإنجليز منذ أن ساندهم عندما أخرجوا الفرنسيين من مصر، ولكن كان محمد علي على علم بتحركاتهم، فنصب لهم فخًا، وأوقع بهم خسائر فادحة، مما اضطرهم للانسحاب. واستغل محمد علي الفرصة، وطاردهم حتى أجلاهم عن الجيزة، فتقهقروا إلى الصعيد الذي كان ما زال في أيديهم. كما استطاع الألفي السيطرة على أجزاء من الوجه البحري، وعرض الألفي على محمد علي الصلح على أن يحكم البحيرة والشرقية، ولما رفض محمد علي انطلق الألفي إلى دمنهور فحاصرها، وبدأ في إطلاق المدفعية على حاميتها، ولكن خسر الألفي في هذه المعركة، وتدهور حال المماليك، وفي 28 يناير 1807م توفي محمد بك الألفي. وفي 17 مارس سنة 1807، حاولت حملة إنجليزية بقيادة الفريق أول فريزر دخول مصر عن طريق الإسكندرية، ولكنهم هُزِمُوا في رشيد، وفي 14 سبتمبر سنة 1807، وعُقِدَ صلح بعد مفاوضات بين الإنجليز ومحمد علي، نص على وقف القتال في غضون 10 أيام، وإطلاق الأسرى الإنجليز، يرى بعض المؤرخين أن محمد علي قد استغل هذا الصلح مع الإنجليز ليضمن أنهم لم يدعموا المماليك مرة أخرى، وبعد وفاة الألفي وعقد الصلح مع الإنجليز حان الوقت لمحمد علي أن يقضي على المماليك تمامًا.
وفي أغسطس 1810م زحف محمد علي بجيشه إلى الصعيد الذي كان بقبضة المماليك، فانتصر عليهم، واستولى على الفيوم، وانسحب إبراهيم بك وعثمان حسن وسليم بك وزعماء المماليك الآخرين إلى أسوان، بينما طلب شاهين بك العفو من محمد على، فعفا عنه وسمح له بالإقامة في القاهرة، ومنحه دارًا بالقرب من الأزبكية في أكتوبر 1810، وسار على حذوه عدد آخر من أمراء المماليك، فطلبوا العفو وسكنوا في القاهرة.

## وصف المذبحة

### موقع المذبحة
وقعت مذبحة المماليك في قلعة صلاح الدين الأيوبي بالقاهرة والتي أمر ببنائها عام 1176م لتحصين القاهرة من هجمات الصليبيين. حيث استدعى وزيره بهاء الدين قراقوش وأمره أن يُنشئ له قلعة في الجبل، ومنذ ذلك الحين باتت القلعة مقرّ الحكم، حتى بناء قصر عابدين. وقد وقعت المذبحة فعليًا عند «باب العزب» أحد أبواب القلعة، وهو ممر صخريّ منحدر تكتنفه الصخور على الجانبين، حيث لا مخرج ولا مهرب. ويشبه الباب في تكوينه بابي الفتوح وزويلة، وهو مكون من برجين كبيرين مستطيلين لهما واجهة مستديرة أعلى كل منهما غرفة وبينهما توجد سقاطة استخدمت لإلقاء الزيوت المغلية على الأعداء الذين يحاولون اقتحام البوابة عنوة، وقد بنى هذا الباب الأمير رضوان كتخدا الجلفي قائد الجنود العزب في موضع باب قديم يرجع تاريخه إلى العصر المملوكي.

### الرواية التاريخية

مذبحة المماليك في القاهرة، ويبدو محمد علي باشا جالسًا.

كان والي مصر محمد علي قد تلقى رسالة من الباب العالي يطالبه فيها بإرسال حملة عسكرية إلى الحجاز للقضاء على حركة محمد بن عبد الوهاب في نجد، فعيّن ابنه أحمد طوسون باشا قائدًا للحملة، وأعد مهرجانًا ضخمًا، وحدد له يوم الجمعة الخامس من صفر سنة 1226 هـ الموافق الأول من مارس سنة 1811م للاحتفال بإلباس ابنه خلعة القيادة. ويذكر بعض المؤرخين أن محمد علي دعا وزيره محمد بك لاظ أوغلي الشهير بـ "لاظوغلي" للتشاور والتفكير في الأمر الذي أسفر عن أنه يستغل الفرصة ويدعو المماليك بحجة التشاور معهم في الحرب على الوهابيين. وكلّف لاظوغلي باشا بالتخطيط والإعداد لمذبحة القلعة.
فدعا الوالي رجال الدولة وأعيانها وكبار الموظفين العسكريين والمدنيين وزعماء المماليك لشهود هذا الحفل، وقد لبى المماليك دعوته ولبسوا أفخر الملابس، ويقال أنه كان عدد الحضور حوالي عشرة آلاف شخص من كبار القوم ومختلف الطوائف. وقبل ابتداء الحفل دخل البكوات المماليك على محمد علي فتلقاهم بالحفاوة، ودعاهم إلى تناول القهوة معه، وشكرهم على إجابتهم دعوته، وألمح إلى ما يناله ابنه من التكريم، وتجاذب معهم أطراف الحديث.

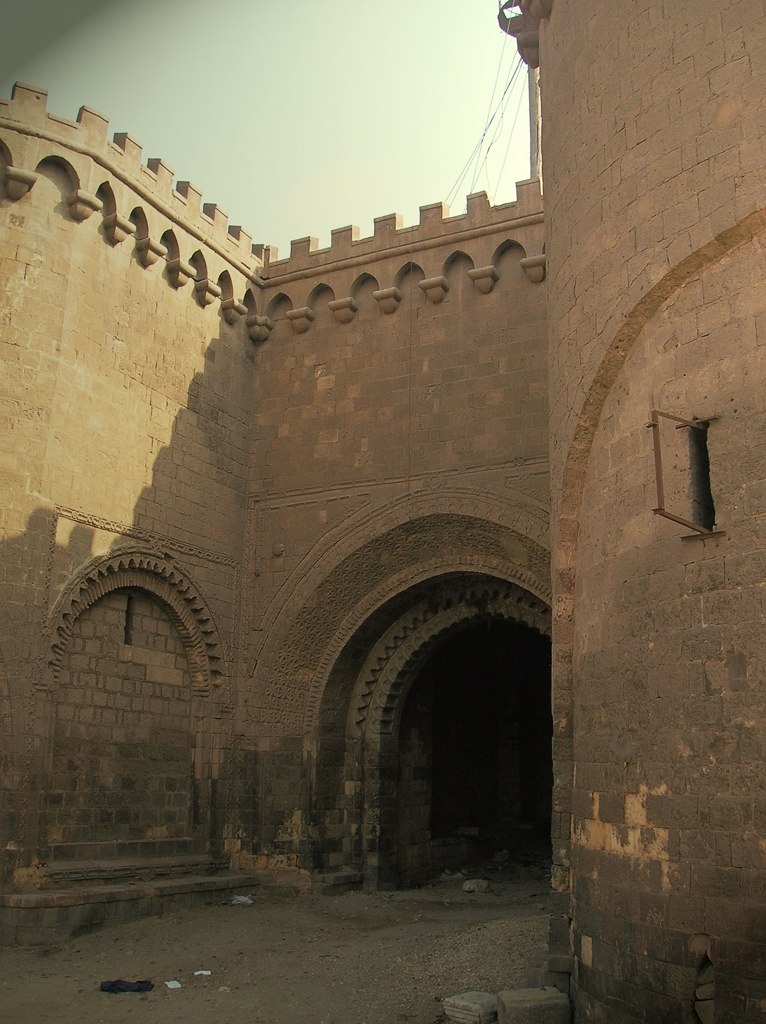
باب العزب، حيث حوصر المماليك وقُتِلوا.

لمَّا تقلد الأمير طوسون خلعة القيادة، تحرك الموكب وفي مقدمته الفرسان يقودهم «أوزون علي»، ويتبعهم والي الشرطة والآغا محافظ القاهرة والمحتسب، ويليهم الجنود الأرناؤوط بقيادة «صالح آق قوش»، وسار ورائهم المماليك يتقدمهم «سليمان بك البواب»، ومن بعدهم بقية الجنود، ثم باقي المدعوين وأرباب المناصب. وكان الموكب يسير بانحدار إلى باب العزب - وهو أحد أبواب القلعة -. ولمَّا اجتاز طليعة الموكب ووالي الشرطة والمحافظ باب العزب، ارتج الباب الكبير وأقفل من الخارج في وجه المماليك وتحول الجنود بسرعة عن الطريق، وتسلقوا الصخور على الجانبين، وراحوا يمطرون المماليك بوابل من الرصاص. وساد الهرج والمرج، وحاول المماليك الفرار، لكن قُتِل أغلبهم بالرصاص، حتى امتلأ فناء القلعة بالجثث، ومن نجا منهم من الرصاص، ذُبِحَ على أيدي الجنود. ويقال أن الحي المقابل لباب العزب امتلأ بالدم واستغرق فترة طويلة للتخلص من أثاره، فسمَّاه المصريون حي الدرب الأحمر.
ولم ينج من المماليك الأربعمائة والسبعين الذين دخلوا القلعة في صبيحة ذلك اليوم إلا واحد يسمى «أمين بك» كان في مؤخرة الصفوف، واستطاع أن يقفز بجواده من فوق سور القلعة، وهرب بعد ذلك إلى الشام. وصل خبر تلك المذبحة إلى الجماهير المحتشدة في الشوارع لمشاهدة الموكب فسرى الذعر بينهم، وتفرق الناس، وأقفلت الدكاكين والأسواق، وهرع الجميع إلى بيوتهم، وخلت الشوارع والطرقات من المارة، وسرعان ما انتشرت جماعات من الجنود الأرناؤوط في أنحاء القاهرة يفتكون بكل من يلقونه من المماليك وأتباعهم، ويقتحمون بيوتهم فينهبون ما تصل إليه أيديهم، وتجاوزوا بالقتل والنهب إلى البيوت المجاورة. وسادت الفوضى ثلاثة أيام، قُتل خلالها نحو ألف من المماليك ونُهب خمسمائة بيت، ولم يتوقف السلب والنهب إلا بعد أن نزل محمد علي إلى شوارع المدينة، وتمكن من السيطرة على جنوده وأعاد الانضباط. فمر بالأحياء المهمة التي كانت هدفًا لعدوان الأرناؤوط، وأمر بقطع رؤوس من استمروا في النهب والاعتداء، ونبَّه على الأرناؤوط بأن يقتصروا على القبض على المماليك الذين بقوا أحياء لتخلفهم عن الذهاب إلى القلعة، وكان «كتخدا بك» يأمر بقطع رؤوسهم، ولم ينج منهم إلا من هرب من المدينة مختفيًا وهاجر إلى الصعيد، وأمر محمد علي الدوريات المتنقلة باعتقال كل من يلقونه من المماليك وقتلهم. ويُذكر أن إبراهيم باشا بن محمد علي طارد بعض من فلول المماليك الآخرين الفاريين إلى الصعيد وذلك بعد سنة كاملة من مذبحة القلعة.

### تعداد القتلى والناجين

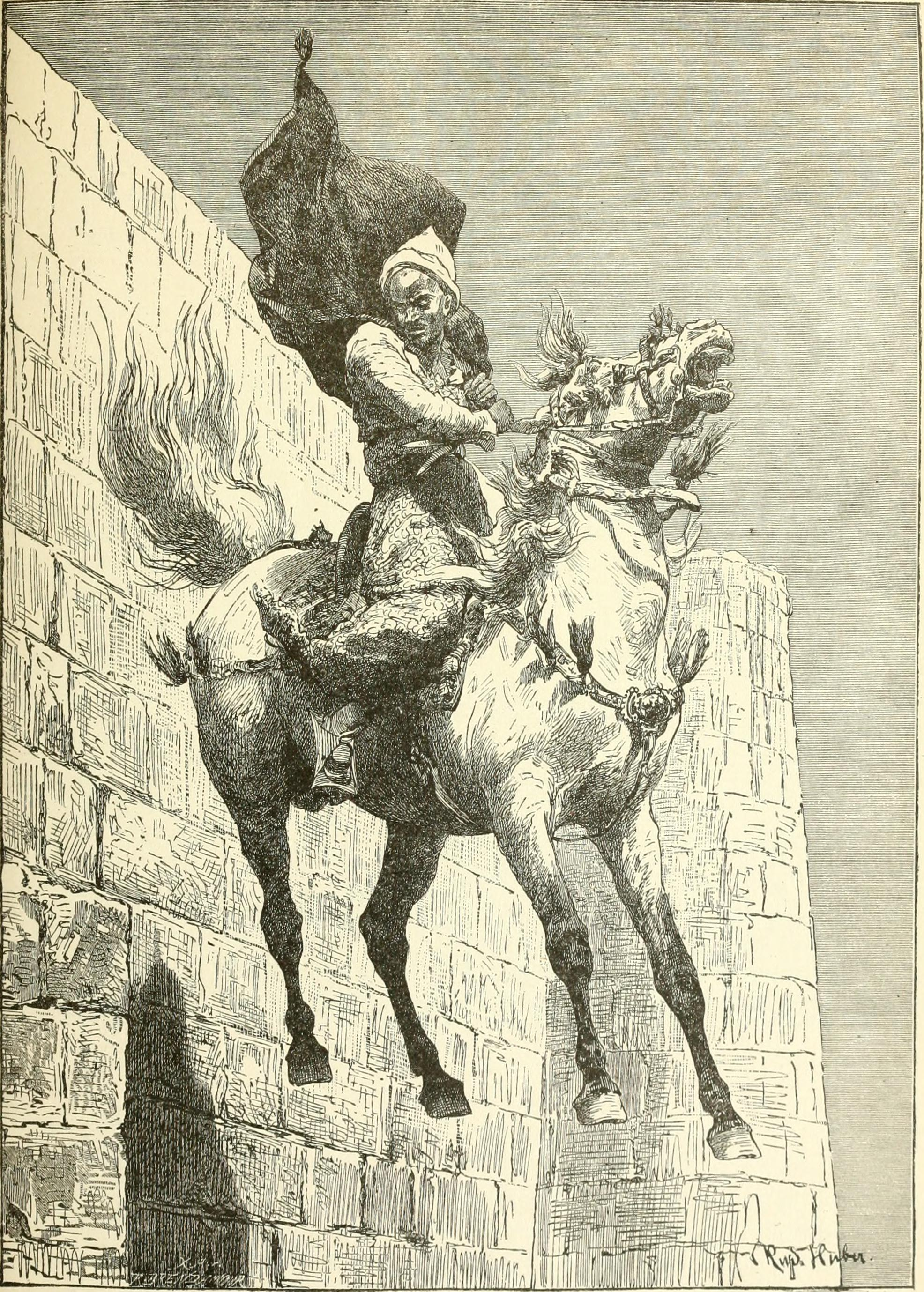
رسمٌ تخيُّليٌّ لِلمملوك "أمين بك" وقد قفز بحصانه من على سور القلعة.

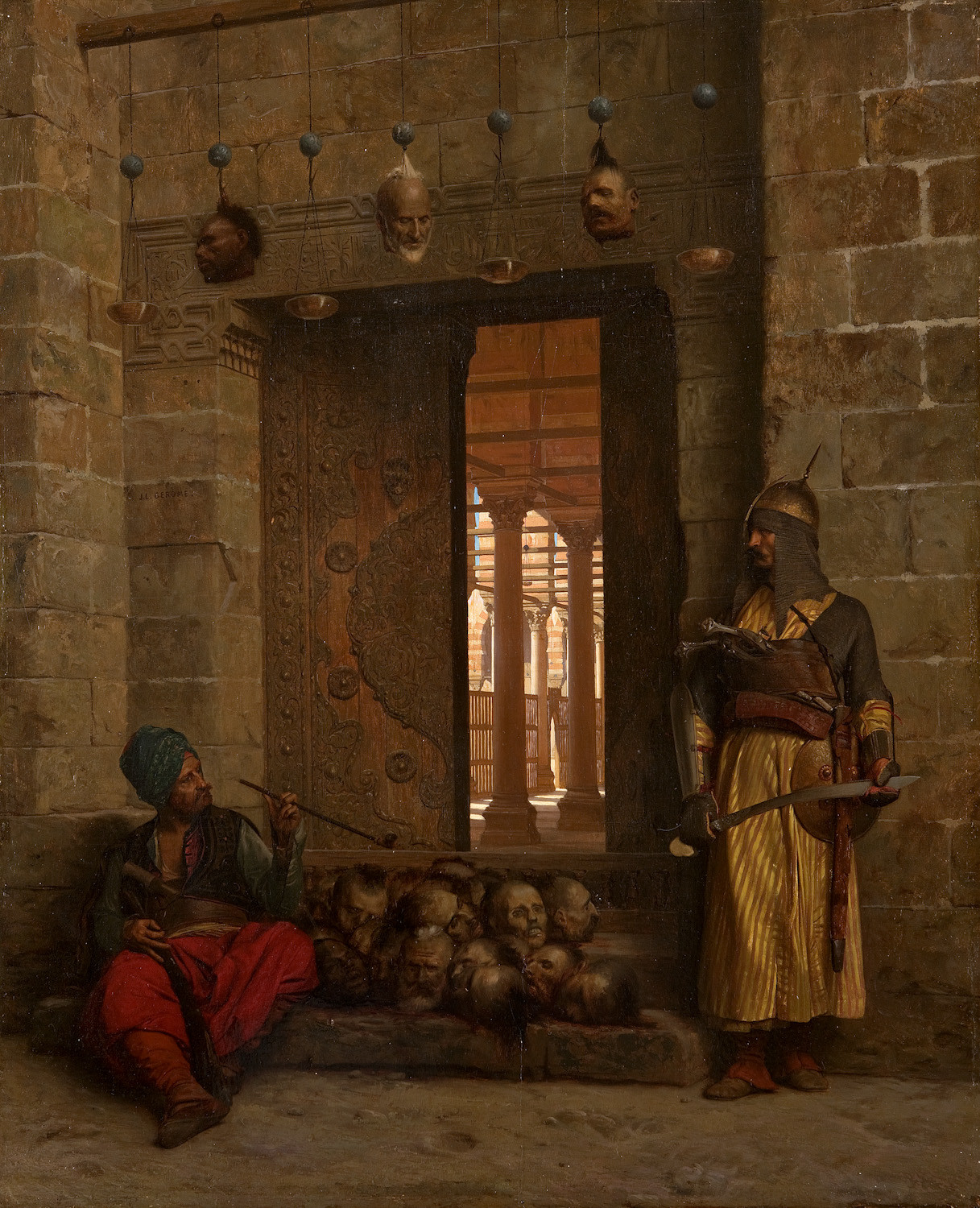
رؤوس المماليك على باب مسجد الحسنين آنذاك بريشة جان ليون جيروم (1866).

راح ضحية تلك المذبحة المعروفة بمذبحة القلعة كل من حضر من المماليك، وعددهم 470 مملوكًا حسب أغلب المصادر، كما استمر قتل المماليك بعدها بثلاثة أيام خارج القلعة في أنحاء مختلفة من القاهرة، وقدَّر البعض أن عدد القتلى يصل إلى 1000 مملوك، في حين يقول عبد الرحمن الرافعي أن عدد الضحايا وصل إلى 1200 قتيل. وعُلِقَت رؤوس كبار المماليك على باب مسجد الحسنين بالقاهرة.
ولم ينج من مذبحة القلعة سوى مملوك واحد يدعى «أمين بك»، الذي كان في مؤخرة الصفوف، واستطاع أن يقفز من فوق سور القلعة، ثم هرب إلى الشام. وقد ذكر جرجي زيدان في روايته «المملوك الشارد» أن أمين بك عندما سمع أصوات الرصاص، هرع إلى سور القلعة، ولكز جواده بضربة عنيفة، فهوى به من ذلك الارتفاع، وقبل أن يصل الحصان إلى الأرض قفز من فوق ظهر الحصان فنجا من الموت. فر أمين بك بعد ذلك، واستجار بالأمير بشير الشهابي في جبل لبنان. وفي رواية أخرى أن هذا المملوك كان اسمه «مراد بك». وقيل في رواية ثانية أنه جاء إلى الحفل متأخرًا، فوجد أبواب القلعة قد أُغلقت، فشعر بالمكيدة وهرب إلى بلاد الشام.
كما كان زعيم المماليك وشيخ البلد إبراهيم بك في طرة، ولم يحضر الحفل في القلعة، فنجا من المذبحة وعندما سمع بما حدث، وفر مع أتباعه إلى دنقلا حيث بقي حتى مات سنة 1817م، وبعد وفاته نقلت زوجته رفاته إلى القاهرة وذكر الجبرتي أنه كان قد أرسل إلى محمد علي قبيل وفاته طالبا السماح له بالعودة إلى القاهرة ليموت فيها ولكن يبدو أن محمد علي لم يسمح له أو أن الموت كان أسبق. كما نجا أمير مملوكي آخر يُدعى «أحمد بك» حيث تخلف عن الحفل بسبب انشغاله ببعض الأعمال في أحد القرى.

## ما بعد المذبحة

### الآراء حول المذبحة
اختلفت الآراء حول مذبحة القلعة، فمنهم من رأى أنها نقطة سيئة في تاريخ مصر ووصمة عار في تاريخ محمد علي باشا السياسي، وقد تعرض محمد علي للعديد من الانتقادات من المؤرخين الغربيين بسبب غدره بالمماليك في تلك المذبحة، فيرى عبد الرحمن الرافعي أنه لا يوجد ما يُسوغ فعلة محمد علي في الغدر بالمماليك فيقول: «ولكن مهما بلغت سيئاتهم فإن القضاء عليهم بوسيلة الغدر أمر تأباه الإنسانية. ولو أن محمد علي باشا استمر في محاربتهم وجها لوجه حتى تخلص منهم في ميادين القتال لكان ذلك خيرا له ولسمعته.». ويرى الرافعي أن الحادثة كان لها ضرر غير مباشر على الشعب المصري؛ فيقول: «إن الفتك بالمماليك على هذه الصورة الرهيبة كان له أثر عميق في حالة الشعب النفسية، لأن مذبحة القلعة أدخلت الرعب في قلوب الناس». ويوضح المؤرخ عبد العزيز جمال الدين تأثير الحادثة في بث الخوف في نفوس المصريين فيقول: «كانت مذبحة القلعة من الناحية القومية ذات أضرار بالغة، لأنها ألقت الرعب والفزع في قلوب المصريين، حتى أن أحدًا من أفراد الشعب ما عاد يتصدى لمعارضة محمد على طوال المدة التي قضاها في الحكم». ويقول آدم فرانسوا جومار صاحب كتاب وصف مصر: «لو أمكن محو تلك الصحيفة الدموية من تاريخ مصر لما صار محمد على هدفًا لأحكام التاريخ القاسية». ومن التعليقات الحديثة الناقدة للواقعة تعليق صافي ناز كاظم التي قالت: «إن مذبحة القلعة دعا فيها السفاح محمد علي (باني مصر الحزينة) الأمراء المصريين ليتمكن من التخلص منهم.. هذا (الأرناؤطي المأجور)».
بينما حاول بعض المؤرخين تبريرها، وأنه اضطر إليها دفاعًا عن نفسه من خطر المماليك، ورأى البعض أن التخلص من المماليك كان خيرًا لمصر؛ فيقول المسيو مانجان أحد أصدقاء محمد علي: «إنني أبعد ما أكون عن تبرير الفتك بالمماليك، على أنني أعده من بعض النواحي خيرًا لمصر، فإن بقاءهم يفضي إلى حرب هي أضر على البلاد من الإيقاع بهم، كما أن إرادة الباب العالي كانت تؤدي إلى استمرار تلك الحرب، فالضربة الجريئة التي ضربها محمد علي تنفيذًا لأوامر الباب العالي السرية قد قضت على نظام كانت تركيا تعمل على التخلص منه تدريجيًا، ومن هذه الناحية يمكن تبرير عمل الباشا، ومن جهة أخرى فإن الدفاع عن سلامته كان يقضي أن يلجأ إلى طرق حازمة، فقد كان محاطًا بجنود فطروا على الشغب والفوضى، وكان مضطرًا إلى إنفاذ جزء كبير من قواته إلى جزيرة العرب، فكان عليه أن يفكر في إضعاف خصومه الذين يزدادون في هذه الحالة قوة ونفوذًا، فقد بلغه ما قيل أنهم كانوا يأتمرون به ليختطفوه عند عودته من السويس، ولما علم أن السياح من الإفرنج يلومونه في رحلاتهم وكتبهم على اغتيال المماليك ويعدونه عملًا منافيًا للإنسانية صرح بأنه يبغي أن يرسم صورة يضع فيها مذبحة المماليك بجانب حادثة اغتيال الدوق دانجان ليحكم الناس على الحادثتين.». بينما عدها محمد فريد إحدى أفعال محمد علي الحسنة التي خلّص بها مصر من شر المماليك. وصفها أحمد المسلماني بأنها «معركة القلعة» حيث قال: «فهي معركة بين محمد علي والمماليك، ولكنه اختار فيها أن تكون معركة نصف بيضاء، أي أن تسيل دماء العدو وحده في مكان أنيق ووقت محدود».

### التأثير اللاحق في مذبحة الإنكشاريَّة
ربط العديد من المؤرخين والمحللين بين مذبحة القلعة وحادثة إبادة الإنكشاريَّة سنة 1826م المعروفة باسم «الواقعة الخيرية»، حيث تخلص السلطان محمود الثاني من الإنكشارية كما تخلص محمد علي من المماليك، إذ قصف في ليلة واحدة نحو أكثر من ستة آلاف من قادة جيش الإنكشارية، وأجهز على الجيش القديم، وأسس جيشًا جديدًا، ثم جرى القبض على الناجين وإعدامهم بعد ذلك بوقت قصير. وكما كان سبب محمد علي هو خشيته من تمرد المماليك الدائم على الولاة وسلطتهم وتحكمهم في تعيينهم من عدمه؛ كان ذلك سبب محمود الثاني أيضًا. فلقد أصبح الإنكشاريون كثيري التمرد والتدخل في الشؤون الداخلية للبلاد، كما كانوا يعزلون السلاطين في مناسبات، أو يحاصرونهم حتى يغيروا القيادات السياسية، كان آخرها ثورة الإنكشارية بإسطنبول في 14-15 يونيو عام 1826م.